# Bonifikastadion
Het Bonifikastadion is een multifunctioneel stadion in Koper (Slovenië). Het is de thuisbasis van voetbalclub FC Koper. Het stadion biedt plaats aan 4.047 toeschouwers. Het stadion is onderdeel van het sportcomplex Bonifika, dat verder ook een kleiner atletiekstadion, een overdekt zwembad, tennisbanen en een sporthal omvat.

## Interlands
Het Sloveens voetbalelftal speelde enkele interlands in het stadion. Tevens werden er wedstrijden in het stadion gespeeld tijdens de groepsfase van het Europees kampioenschap voetbal onder 21 van 2021.
| 1 | 28 februari 2001 | Slovenië – Uruguay   | 0 – 2 | Vriendschappelijk | 4.000 |
| 2 | 17 november 2010 | Slovenië – Georgië   | 1 – 2 | Vriendschappelijk | 4.100 |
| 3 | 29 februari 2012 | Slovenië – Schotland | 1 – 1 | Vriendschappelijk | 3.983 |
| 4 | 23 maart 2016    | Slovenië – Macedonië | 1 – 0 | Vriendschappelijk | 3.000 |
| 5 | 4 juni 2021      | Slovenië – Gibraltar | 6 – 0 | Vriendschappelijk | 1.035 |